# Os Mistérios de Lisboa or What the Tourist Should See
Os Mistérios de Lisboa or What the Tourist Should See ist ein Dokumentarfilm des portugiesischen Regisseurs José Fonseca e Costa aus dem Jahr 2009.

## Handlung
Fernando Pessoa schrieb 1925 einen Reiseführer in englischer Sprache. Darin beschreibt er würdige Sehenswürdigkeiten Lissabons und informiert über ihre Hintergründe.
Der Film zeigt im Lissabon von 2009 die veränderten, aber auch die erstaunlich vielen unveränderten Sehenswürdigkeiten aus dem Buch von 1925. Der Sprecher liest dabei die entsprechende Beschreibung aus dem Originalbuch, ohne weitere Kommentare oder Änderungen.

## Produktion und Rezeption
Das unveröffentlicht gebliebene Buch aus dem Jahr 1925 wurde erst 1988 entdeckt. Regisseur Fonseca e Costa, ein Filmemacher des Novo Cinemas, filmte 2009 im heutigen Lissabon die damals beschriebenen Sehenswürdigkeiten.
Der renommierte Kameramann Acácio de Almeida zeichnete für die ruhigen, opulenten Bilder verantwortlich, meist Luftaufnahmen.
Neben Kompositionen von Joly Braga Santos ist als Filmmusik auch ein eigens komponierter Fado von Fadosänger Duarte zu hören, eine Vertonung eines Gedichts von Teresa Font. Das Stück ist im Film auch in einem instrumentalen Jazz-Arrangement von Laurent Filipe zu hören.
Der Film feierte am 1. August 2009 in Lissabon Premiere. Neben der portugiesischen Sprachversion mit Sprecher Paulo Pires wurde auch eine englische Version von Peter Coyote eingesprochen. Daneben wurden fünf weitere Sprachversionen veröffentlicht, neben Französisch, Spanisch, Italienisch und brasilianischem Portugiesisch auch Deutsch, gesprochen von Guilherme Dutschke, Bibliothekar am Goethe-Institut von Lissabon und Literatur-Übersetzer.
Im Oktober 2010 wurde der Film als DVD veröffentlicht, in einer aufwändigen Edition mit dreisprachigem Beiheft und einer Karte Lissabons mit den erwähnten Sehenswürdigkeiten. Eine Banderole mit dem Staatswappen bestätigt die Unterstützung des Staatspräsidenten Portugals.